# Roger Boquié
Roger Boquié, né le 6 juillet 1921 à Rouen et mort le 2 avril 2013 à Juvisy-sur-Orge, est enseignant, critique littéraire de livres pour enfants, animateur et producteur d'émissions radiophoniques françaises.

## Biographie
Enseignant formé à l'école normale d'instituteurs de Rouen, il est passionné de pédagogie et de musique (instruments et chant). À la fin de la Seconde Guerre mondiale, il participe à la création des Francs et Franches Camarades de Seine-Maritime (délégué de Normandie), puis il est appelé au siège parisien en 1958 pour prendre la responsabilité de la formation des cadres dans le domaine des activités musicales (chants et danses),.
À partir de 1970, il devient conseiller technique et pédagogique à l'Institut national de la jeunesse et de l'éducation populaire de Marly-le-Roi où il dirige des stages,.
Il crée en 1958 avec son épouse, Monique Bermond, l'émission-concours Partons à la découverte sur Paris Inter (ancêtre de France Inter), où il incarnait la voix du « professeur Plock ». Le couple d'animateurs-producteurs se spécialise ensuite dans la promotion de la littérature contemporaine pour la jeunesse, à travers plusieurs émissions de radio. La plus connue est l'émission hebdomadaire Le Livre, ouverture sur la vie, diffusée pendant 20 ans, entre 1970 et 1990, sur France Culture. Le principe consistait à organiser des rencontres entre jeunes lecteurs et auteurs ou illustrateurs. Au total, près de 350 entretiens ont été programmés.
Avec son épouse, il œuvre à la mise en valeur des nouveaux auteurs et illustrateurs de la littérature de jeunesse francophone. Il est notamment actif au sein du Centre de recherche et d'information sur la littérature pour la jeunesse (CRILJ).
Collectionneur d'ouvrages pour la jeunesse, il a, avec Monique Bermond, fait don à la ville de Nantes en 1998 de près de 24 000 livres, ainsi que des enregistrements sonores et montages audiovisuels représentatifs de l'édition francophone pour la jeunesse amassés depuis 1960. Le « Centre d'information sur la littérature enfantine » (CILE), situé dans les locaux de la médiathèque Jacques-Demy, a été, en leur hommage, rebaptisé par la bibliothèque municipale de Nantes « Centre Bermond-Boquié ». Celui-ci, après restructuration, a rouvert ses portes en 1999,,. En acceptant la donation, la ville de Nantes s'est engagée à poursuivre le travail entrepris, notamment la poursuite de la mise à jour de la base de données Livrjeun créée par le couple en 1984.